# Olympische Sommerspiele 1988/Teilnehmer (Salomonen)
| Gelbes Symbol für Goldmedaillen mit stilisierten Olympischen Ringen | Graues Symbol für Silbermedaillen mit stilisierten Olympischen Ringen | Braundes Symbol für Bronzemedaillen mit stilisierten Olympischen Ringen |
| ------------------------------------------------------------------- | --------------------------------------------------------------------- | ----------------------------------------------------------------------- |
| —                                                                   | —                                                                     | —                                                                       |

Die Salomonen nahmen bei den XXIV. Olympischen Sommerspielen 1988 in Seoul zum zweiten Mal an Sommerspielen teil. Zu den Wettkämpfen entsandte das Land eine Delegation von fünf Athleten, die in vier Sportarten an den Start gingen. Flaggenträger bei der Eröffnungsfeier war Gustave Mansad.

## Teilnehmer nach Sportarten

### Bogenschießen
- Derrick Tenai
Männer, Einzel → ausgeschieden als 84. der Vorrunde (505 Ringe)

### Boxen
- Tommy Bauro
Männer, Halbschwergewicht (bis 81 kg) → ausgeschieden in der 1. Runde (K. O.)
- Basil Maelagi
Männer, Halbweltergewicht (bis 63,5 kg) → nicht angetreten 1. Runde

### Gewichtheben
- Benjamin Fafale
Männer, Mittelgewicht (bis 75 kg) → 22. (85,0 kg/105,0 kg/190,0 kg)

### Leichtathletik
- John Maeke
Männer, 10.000 m → ausgeschieden als 22. im Vorlauf (35:16,93 min)